# Hallervordens Spott-Light
Hallervordens Spott-Light war eine politische Kabarett-Sendung von und mit Dieter Hallervorden, die 1994 bis 2003 in über 100 Folgen im Fernsehprogramm Das Erste ausgestrahlt wurde. Produziert wurde sie von Hallervordens Halliwood Film in Zusammenarbeit mit dem SFB.

## Inhalt und Wirkung
In der Sendung wurden Geschehnisse von aktueller Relevanz mit überzogenen Darstellungen karikiert. Zwischen den Auftritten wurde die Thematik meist von Hallervorden durch Monologe eingeleitet. Die Sketche waren meist so aufgebaut, dass Dieter Hallervorden eine These vertrat, die dann von einem weiteren Schauspieler (stellvertretend für das Publikum und den Zuschauer) hinterfragt wurde. Meist folgte am Ende des Sketchs eine Schlusspointe, bei der alle Schauspieler entweder verdutzt oder routiniert (meist Hallervorden) in die Kamera schauten.
Vorausgegangen war Hallervordens Spott-Light die ab 1992 bei Sat.1 gesendete Spottschau. Hallervorden versuchte mit der Kabarett-Sendung sein durch Sendungen wie Nonstop Nonsens weithin bekanntes Blödel-Image abzulegen. Zur Anfangszeit (1994) hatte Spott-Light eine höhere Einschaltquote als die danach ausgestrahlten Tagesthemen. Die Quote sank danach, blieb allerdings weiterhin relativ hoch.

## Mitwirkende
Dargestellt wurden die Szenen zum großen Teil von Mitgliedern des von Hallervorden geleiteten Kabarettensembles „Die Wühlmäuse“. In mehreren Sendungen wirkten unter anderem die Schauspieler Manfred Breschke, Harald Effenberg, Christian Habekost, Waltraud Habicht, Wilfried Herbst, Frank Lüdecke, Gundula Petrovska, Eberhard Prüter und Franziska Troegner mit. In einzelnen Sendungen traten Gert Haucke, Dieter Nuhr, Hans Scheibner, Peter Schlesinger und Georg Schramm auf.
Chefautor war von 1996 bis 2002 Werner Koczwara; weitere Autoren waren Ralf Betz und Dietmar Jacobs.

## Einzelbelege
1. ↑  Mitteldeutscher Rundfunk: Wühlmaus nonstop (Memento vom 30. September 2007 im Internet Archive)